# ルイス・ガラビート
ルイス・アルフレード・ガラビート・クビージョス（Luis Alfredo Garavito Cubillos、1957年1月25日 - 2023年10月12日）は、コロンビアのシリアルキラーである。

## 人物
1999年に逮捕されるまでに、172人の少年をレイプ・殺害した。コロンビアの司法長官事務所は「138人は有罪判決を受けており、32人は調査中であり、1人は上訴中であり、もう1人は判決を待っている」。コロンビア司法当局によると、ガラビートは2003年8月中旬に28人（23人の未成年者と5人の大人）の殺害を認めた。裁判では212人の殺害を認めたが、300人以上を殺害した可能性がある。
ガラビートはコロンビア、エクアドル、ベネズエラで殺人を犯したことを認めた。コロンビアの司法長官事務所、司法機関、マスメディアによるとガラビートは「殺害数で世界2番目の殺人鬼」。
2001年、ガラビートは懲役1853年と9日（コロンビア史上最長の刑）を宣告されたが、捜査当局に協力的であったことが認められ、後に40年に減刑された。

## 生い立ち
1957年、コロンビアのキンディーオ県ジェノバに生まれる。父親のマニュエル・アントニオ・ガラビートと母親のローザ・デリア・クビージョスの間に7人兄弟の長男として生まれた。
ガラビートの証言によれば、彼は幼少期に父親や隣人から性的虐待を受けていた。母親のローザは娼婦だったと言い、重度のアルコール依存症だった父親から虐待されていた。父親はガラビートに母親と客の性行為を強制的に見させ、母親の客に性的虐待をさせていたという。1970年、13歳の時に家族と非常に近い人物からレイプされた。
ガラビートはバジェ・デル・カウカ県のトゥルア近くのセイラン村にある農業研究所で5年生まで勉強した。ガラビートの一家はコロンビア内戦の犠牲者であり、軍隊とゲリラの暴力で追放された。
ガラビートは父親からろうそくで燃やされたり、剃刀で切られたり、木に縛り付けられて激しい殴打と拷問を受け、怒りや妄想など精神病の症状に苦しめられた。マチェテのケースや固い棒で何時間も殴打され、父親にレイプされることもあった。
14歳の時、ガラビートは5歳の少年をレイプしようとしたため、母親に家から追い出された。16歳で店員になり、聖画などを売る露天商になった。アルコール依存症に陥り、うつ病と自殺願望の治療を受けていた。

## 犯行
1992年、35歳の時にガラビートの犯行が始まった。犯行は1992年10月4日から逮捕される1999年4月22日までの2391日（6年6ヶ月と18日）に及んだ。ガラビートはバジェ・デル・カウカ県ハムンディで最初の殺人を犯し、ボヤカ県、メタ県、キンディーオ県、リサラルダ県、クンディナマルカ県、ナリーニョ県、ウイラ県、カケタ県、アンティオキア県、カルダス県で殺人を重ね、1998年にエクアドルで殺人を犯した。
犠牲者は6歳から16歳の児童である。長年にわたる内戦のため、コロンビアの多くの子供たちは貧しく、ホームレスや孤児として路上で生活していた。犠牲者の多くがストリートチルドレンの子供たちであったため、警察当局は未成年者の大量失踪を連続殺人とみなしておらず、ガラビートの犯行は長期にわたって見過ごされていた。
ガラビートは行商人としてコロンビアとエクアドルの各地を放浪し、障害者を装ったり、教育機関の名を騙り、各地の学校に出入りしていた。子供たちに現金や菓子を与えて信用させ、仕事を与えるという口実で人気のない場所に誘い出し、被害者が歩き疲れると性的暴行を加えた後に喉を切り裂いて殺害。睾丸を切除し、口に入れることもあった。多くの遺体はバラバラに解体された。犠牲者の遺体は全裸で、肛門に異物を挿入されるなど長時間にわたる拷問の形跡があった。
1997年、ペレイラ西部コーヒー園の近くの湿地から36体の遺体が発見され事件が明らかとなる。その他11箇所以上で遺体が確認されたが、当初はカルト教団の仕業と思われていた。
1998年2月、ジェノバの町の外れの丘の上で2人の子供の全裸遺体が発見された。翌日には数メートル離れた場所で3人目の子供の遺体が見つかった。遺体は首を切られ、背中や性器、足、臀部に痣があった。
犯行現場で見つかったメモには住所が書かれており、そこからガラビートのガールフレンドが判明した。彼女はガラビートに数ヶ月会っていないと話し、警察はガラビートの所有物から被害者の写真、犯行を詳細に記録した日記帳などを押収した。
警察はガラビートが連続殺人に関与している可能性が高いとみて指名手配した。ガラビートが逮捕されたのはその数日後だった。
1999年4月22日（木曜日）の午後、ガラビートはメタ県ビジャビセンシオ郊外の牧草地で未成年者の少年を誘拐し、レイプして殺害しようとしたところを逮捕された。被害者の叫び声を聞いたホームレスの男性がガラビートに石を投げつけ、ガラビートは逃走した。少年は警察に通報し、数時間後に警察官が茂みに隠れていたガラビートを逮捕した。
当初、ガラビートは犯行を否認し、ボニファシオ・モレラ・リスカノという偽名を名乗っていたが、犠牲者の遺体のDNAとガラビートのDNAが一致し、検察の捜査チームはガラビートが連続殺人犯であると確信した。10月28日、ガラビートは殺人を認めて自供を開始。その後の数ヶ月で遺体を埋めた場所を教えた。
ガラビートはコロンビア国内32県のうち11の県で少なくとも172人を殺害したことを認めた。

## 事件後
暴力が半ば日常化しているコロンビアにおいても、ガラビートの事件は国民に衝撃を与えた。犯行の残忍さや凶悪性から考えて刑が軽すぎる、死刑の復活や終身刑を適用するべきだという声が上がった。
2011年5月27日、コロンビアの刑務所統括機関Instituto Penitenciario y Carcelario (Inpec)は、ガラビートが数日中に釈放される可能性を否定し、セサール県の最高警備刑務所バジェドゥパールから出ることはないと言明した。
また、隣国エクアドル政府は、コロンビア政府に対し、ガラビートの自国への身柄引き渡しを要請した。ガラビートはエクアドルでの殺人についても関与が疑われており、4月29日にエクアドル外務省からボゴタのエクアドル大使館に要請状が発送され、5月17日に正式にコロンビア外務省に渡された。
エクアドル大使ラウル・バジェホからコロンビア外相マリア・アンヘラ・オルギンに手渡され、要請書にはガラビートがエクアドルで犯した犯行の証拠が添付されている。
エクアドルでガラビートは懲役22年の判決を受けた。
ガラビートは刑務所で何度か自殺を図り、独房の鉄格子に頭を打ち付けたことが知られている。ガラビートは他の受刑者とは隔離されており、電話を使用するために6時間の休憩が許可されている。
2018年10月、コロンビア検察庁はガラビートの釈放を阻止するため、新たな訴訟を検討していることを明らかにした。
2020年3月10日、ガラビートは白血病の治療のためバジェドゥパール刑務所からロザリオプマレホデロペス病院に移送された。
2020年7月6日、コロンビアで未成年者への殺人と性犯罪への終身刑が認められた。コロンビア刑法は遡及的でないため、ガラビートには適用されない。
2023年10月12日にバジェドゥパルの病院で死去。